# 桂玲子
桂玲子（日语：／ Katsura Reiko，1940年2月8日—），日本女性配音員。出身於福岡縣福岡市。東京俳優生活協同組合所屬。丈夫為演員金內喜久夫。身高154cm。A型血。

## 簡歷
桂玲子從小就喜歡在人們面前表演。中學時期，她迷上了新舞蹈，在博多咚打鼓自己準備了道具和服裝，和父親在街頭跳舞。
在九州女子高等學校（現福岡大學附屬若葉高等學校）就讀期間，她隸屬於話劇社。在那裡，她經歷了從《穿靴子的猫》到《勸進帳》的各種舞台演出。
1958年高中畢業後，她加入當地的九州朝日放送廣播劇團。除了出演廣播劇外，她還跟丈夫金內喜久夫一起以的藝名開設自己的廣播節目。
1963年，金內應好友芥川比呂志的邀請移居東京加入文學座，她也移居東京。入團考試時，金內問桂玲子「妳也想參加嗎？」，兩人一起參加並通過了考試，於是桂玲子作為第3期生加入了研究所。並隸屬了約1年。
入團之後，她就開始做配音工作，因為之前接過配音工作。由於她拒絕了真人電影外景拍攝等需要遠距離出差的工作，配音自然成了她的主力。
1964年起隸屬於東京俳優生活協同組合。

## 人物
音域：次女高音。
作為配音員，她經常演小孩子和嬰兒的角色，但在舞台上演許多老年角色，所演的角色範圍很廣。
特長：日本舞。藤間流名取。

### 逸事
在《海螺小姐》裡，從1970年代節目播出初期到2025年5月，她多年來一直扮演波野鮭魚、莉佳、香織的角色。據她所說，她一開始只是個半固定演員，演過各種各樣的角色，但她的招牌角色都是從這些角色中自然而然地選出來的。她還說，演戲並沒有太大的困難，她說「我從小就無所畏懼地演戲，所以我很享受演戲」。
在《海螺小姐》裡，波野鮭魚的配音原本是音效，但自從她說了「嗨（ハーイ）」之後，桂玲子就被選上了。之後也考慮讓她說話，但最後決定把「嗨」、和三個字互換使用。另外，因為只有三句台詞，所以一度想過用同樣的模式來講完，但實際嘗試的時候，感覺周圍的人反應不太好，所以之後就有意識地根據情況和前後的台詞來講。
1997年秋天，她休息了一段時間，期間她在《海螺小姐》演的角色由川田妙子代班。
她說在準備角色時如果想得太深的話，效果會不太好，但如果不假思索地潛入角色的「世界」，那就能夠行動自如。約2022年，當她決定在已經有一年多沒有出現的《海螺小姐》中，第一次演莉佳時，她越想記住自己是怎麼演的，就越想不起來，並透露自己有一段時間陷入了罕見的低迷，越是回憶自己的表演，越是做不到，越是試圖用技術來彌補，角色就越不活躍。
在其飾演的最令人難忘的角色中，她提到《法蘭德斯之犬》的愛露娃和《一休和尚》的紗代，說「我在扮演這個角色時非常清楚自己是一個女孩，我認為裡面有很多我自己的感受」。

## 繼任
桂玲子因年事已高而卸任後，以下人員接替了這些角色：
| 繼任       | 角色名       | 概要作品        | 繼任初次擔當作品      |
| ---------- | ------------ | --------------- | --------------------- |
| 齊藤梨繪   | 《神仙家庭》 | 塔巴莎·史蒂文斯 | DVD追加收錄部分       |
| 北原沙彌香 | 《海螺小姐》 | 鹽田鈴子        | 2022年6月19日播出集數 |
| 北原沙彌香 | 《海螺小姐》 | 莉佳            | 2025年6月22日播出集數 |
| 平井祥惠   | 《海螺小姐》 | 波野鮭魚        | 2025年6月8日播出集數  |
| 小白川愛菜 | 《海螺小姐》 | 香織            | 2025年6月1日播出集數  |

## 演出
粗體字表示主要角色。

### 電視動畫
1964年
- 狼少年健（日语：狼少年ケン）（1964年—1965年，朵洛西[13]、媽媽[13]）

1968年
- 人造人009 (1968年版)
- 魔法使莎莉 (1966年版)（康娜）

1969年
- 排球甜心（凸[13]）
- 鬼太郎 (第1作)
- 佐武與市捕物控（日语：佐武と市捕物控）（阿妙）
- 忍風卡姆伊外傳（日语：カムイ外伝#テレビアニメ）（芝麻[13]）[注 3]
- 噴嚏大魔王
- 夠了！阿太郎 (1969年版)（日语：もーれつア太郎）（1969年—1970年）

1970年
- 足球健將（洋子[13]）
- 巨人之星（1970年—1971年，左門美智[13]）

1971年
- 海螺小姐（1971年—2025年，波野鮭魚〈初代〉、香織〈初代〉、莉佳〈初代〉、鹽田鈴子〈初代〉 等）[10]
- 新·小鬼Q太郎（O次郎〈第2代〉[13]）
- 鬼太郎 (第2作)
- 虎面人（高岡洋子[14]）
- 天才傻鵬（日语：天才バカボン (アニメ)）

1972年
- 鐵甲飛天俠
- 赤胴鈴之助（大助[15]）
- 橡樹摩克（日语：樫の木モック）（孫女、妮娜）
- 猿飛小悅子
- 根性青蛙（1972年—1974年，周作[16] 等）
- 水晶宮（日语：ハゼドン）（塔咪）

1973年
- 小酋長小黑（小紅[17][13]）
- 咚隆隆炎魔君（1973年—1974年，晴美[18]）
- 無敵鐵金剛魔神Z（鮎子[19]）
- 網球甜心（1973年—1974年）

1974年
- 卡利麥羅 (1972年版)（普莉席拉〈第2代〉）
- 昆蟲物語 新孤兒哈奇
- 魔投手
- 柔道讃歌（日语：柔道讃歌）（帶刀繪里香）
- 荒野少年神勇（日语：荒野の少年イサム）

1975年
- 一休和尚（紗代[20]）
- 蓋特機器人G（瑪莉亞[21]）
- 時間飛船（小機靈[22]、咪咪[23]）
- 法蘭德斯之犬（愛露娃·柯傑茲〈第2代〉[24]）
- 勇者萊汀（美穗）

1976年
- 太空五小義 哥頓（真子、良子）[注 3]
- 超電磁機器人 孔巴德拉V（機器子[25]）
- 尋母三千里（佩德羅）
- 保羅歷險記（公主、艾莉亞）
- 機器人之子比頓（日语：ろぼっ子ビートン）（比頓〈初代〉）

1977年
- 小雙俠 (1977年版)（1977年—1979年，骰仔人[26][13]）

1978年
- 女王陛下的小天使小偵探（日语：女王陛下のプティアンジェ）（哈瑞森）
- 魔女子Tickle（真子）[注 4]

1979年
- 人造人009 (1979年版)（芙蘿拉）
- Z超人（日语：ゼンダマン）（科佩佩、安妮、桃太郎）

1980年
- 黑暗帝王 吸血鬼德古拉（日语：闇の帝王 吸血鬼ドラキュラ）（萊拉斯）
- 宇宙戰士巴魯迪奧斯（少女）
- 大白鯨（穆[13]）

1981年
- 怪博士與機器娃娃 (1981年版)（1981年—1985年）

1982年
- 早安！蘇龐克（日语：おはよう!スパンク）
- 帕塔里洛（日语：パタリロ!）（瑪黛琳）
- 阿福（日语：フクちゃん）（清[13]）

1984年
- 怪貓豬油糕（日语：オヨネコぶーにゃん）（大嬸）
- 高帽子的梅莫兒（芭芭拉[27][13]）

1994年
- 小小男子漢（鷲野良人的母親[13]）

2011年
- 日常（旁白）

2018年
- 雷頓神秘偵探社 ～卡特莉的解謎事件簿～（米塔莉·米塔拉）

2019年
- 賢惠幼妻仙狐小姐（中野玄人的祖母）

### 電影動畫
- 孤兒雷米與名犬卡比（日语：ちびっ子レミと名犬カピ）（1970年，莉莎）
- 劇場版 一休和尚（1976年，紗代）
- 一休和尚：虎退治（1976年，紗代）
- 一休和尚：尿床的公主（1976年，紗代）
- 一休和尚：智力測驗（1977年，紗代）
- 一休和尚與淘氣公主（1978年，紗代）
- 一休和尚：春天！淘氣公主（1981年，紗代）

### OVA
- 時間飛船王道復古（日语：タイムボカン王道復古）（1994年，骰仔人[13]）

### 遊戲
- 飛船與一發！杜倫布 完整版（日语：ボカンと一発!ドロンボー）（1997年，骰仔人）
- 這是飛船呦（日语：ボカンですよ）（1998年，骰仔人）
- 飛船GoGoGo（日语：ボカンGoGoGo）（2001年，骰仔人）
- SLOTTER-UP CORE 3 擊球愉快！交給多龍芝吧（日语：ヤッターマン只今参上#ドロンジョにおまかせ）（2002年，骰仔人）

### 外語配音

#### 電影
- 幸福（英语：Le Bonheur (1965 film)）（吉蘇）
- 微不足道的人們（英语：People of No Importance）（賈桂琳·維雅德〈丹妮·卡雷爾（英语：Dany Carrel）〉）※朝日電視台版。
- 人猿星球（人猿寶寶1、人猿寶寶2、母猿1）※TBS版。
- 愛君風流（英语：Sweet Bird of Youth (film)）（露西〈瑪德琳·舍伍德（英语：Madeleine Sherwood）〉）
- 國王與我 ※東京12頻道版。

#### 電視影集
- 神仙家庭（英语：Bewitched）（塔巴莎·史蒂文斯〈辛西亞·布拉克、海蒂·亨特里〉 等）

#### 人偶劇
- 萬能車 夢境幻遊（卡洛琳公主）※富士電視台版。

### 特攝影集
- 光速超能人（1967年，奇卡的聲音〈初代〉）
- 俏巴喇君（日语：チビラくん）（1970年，由美的聲音、露娜公主的聲音、體操老師的聲音、天使帕可的聲音、彩虹的聲音）
- 快傑獅子丸（1972年，少年的聲音）
- 透明的小鳥（1978年，旁白、水之精靈溫蒂妮的聲音）
- 機器人小8（1981年，嬰兒的聲音）
- 宇宙刑事Shaider（1984年，不可思議獸呆呆〈幼體〉的聲音）

### 廣告
- NISSAN Notte-Kangaroo（小袋鼠）

### 電視劇
- 觀月亞里莎版海螺小姐系列（鮭魚子的聲音）
- 連環（日语：連環 (松本清張)）（方言指導）

## 腳註

## 外部連結
- 桂玲子｜東京俳優生活協同組合 （日語）